# Yolanda Díaz
Yolanda Díaz Pérez (ur. 6 maja 1971 w Fene) – hiszpańska polityk, prawniczka i samorządowiec związana z Galicją, działaczka Zjednoczonej Lewicy, posłanka parlamentu regionalnego oraz do Kongresu Deputowanych, minister pracy i gospodarki społecznej (od 2020), trzeci wicepremier (2021), drugi wicepremier (od 2021).

## Życiorys
Ukończyła studia prawnicze na Universidad de Santiago de Compostela, kształciła się też w zakresie planowania przestrzennego, prawa pracy i zarządzania zasobami ludzkimi. Praktykowała jako prawniczka specjalizująca się w sprawach z zakresu prawa pracy i praw kobiet.
Dołączyła do galisyjskiego oddziału Komunistycznej Partii Hiszpanii oraz Zjednoczonej Lewicy. Od 2003 zasiadała w radzie miejskiej w Ferrolu, pełniła też funkcję zastępczyni alkada tej miejscowości. W latach 2005–2017 zajmowała stanowisko koordynatora krajowego Esquerda Unida, oddziału Zjednoczonej Lewicy w Galicji. Dwukrotnie była kandydatką swojego ugrupowania na prezydenta Galicji. W 2012 uzyskała mandat posłanki do regionalnego parlamentu
W 2015 po raz pierwszy została wybrana do Kongresu Deputowanych. Z powodzeniem ubiegała się o reelekcję w wyborach w 2016, kwietniu 2019 i listopadzie 2019. W styczniu 2020 objęła stanowisko ministra pracy i gospodarki społecznej w drugim rządzie Pedra Sáncheza. W marcu i lipcu 2021 powoływana kolejno na trzeciego i drugiego wicepremiera.
W 2022 utworzyła ruch polityczny Sumar, z ramienia którego w 2023 została kolejny raz wybrana do niższej izby hiszpańskiego parlamentu. Stanowiska drugiego wicepremiera oraz ministra pracy i gospodarki społecznej utrzymała w powołanym w listopadzie 2023 trzecim gabinecie lidera PSOE. W czerwcu 2024 po słabym wyniku wyborczym Sumaru zrezygnowała z kierowania tym ugrupowaniem.